# Зевксис (художник)
Зевксид (на старогръцки: Ζεῦξις, Ζεύξιππος) е прочут древногръцки художник, който създава и малки керамични фигури, figlina opera, през последната трета на 5 и първите години на 4 век пр.н.е.
Той произлиза от Хераклея, или според Цец от Ефес.